# MPlayer
MPlayer — свободный медиаплеер. Программа работает на большинстве современных операционных систем, в частности MPlayer можно запустить на Linux, FreeBSD, NetBSD, OpenBSD, Apple Darwin, Mac OS X, BeOS, Syllable, QNX, OpenSolaris/Solaris, Irix, HP-UX, AIX и других разновидностях UNIX; Microsoft Windows и Windows NT (откомпилирован при помощи MinGW или Cygwin); также портирован на AmigaOS, AROS, DOS и MorphOS.

## История разработки
Разработка MPlayer началась в 2000 году, первоначально силами всего одного человека — Арпада Герёффи. Впоследствии к нему присоединились множество других программистов, поначалу из его родной Венгрии, а затем изо всех уголков мира.

## Графический интерфейс и оболочки (темы)
MPlayer уникален в частности тем, что стандартная консольная версия не имеет графического интерфейса — все управление осуществляется с клавиатуры или пульта дистанционного управления (LIRC). В этом режиме на экране отображается только окно с воспроизводимым видео.
Графический интерфейс необязателен, и даже не включается по умолчанию при сборке MPlayer из исходных кодов. Для GUI требуется GTK 2.0. Существуют многочисленные графические надстройки внешнего вида MPlayer, например, KMPlayer, SMPlayer, UMPlayer и GNOME MPlayer.
Наиболее функциональной оболочкой на сегодняшний день являются SMPlayer, UMPlayer и KMPlayer, обладающие также большим количеством графических скинов.
Для MEncoder также существуют графические оболочки, такие, как KMencoder и GMencoder — для использования в графических средах KDE и GNOME, соответственно.
В Microsoft Windows можно так же использовать графическую оболочку MPUI-hcb, стилизованную под Windows Media Player Classic или MPlayer WW.

## Вывод видео
MPlayer поддерживает разнообразные устройства вывода изображения, такие, как X11, Quartz Compositor, DirectX, VESA, SDL, VIDIX, DGA, Framebuffer, GGI, VDPAU, включая такое своеобразное устройство вывода, как ASCII-Art и Color ASCII-Art, то есть имеется возможность смотреть видео в текстовом режиме.

## Форматы видео и аудио
MPlayer поддерживает многочисленные видео‐ и аудиоформаты, такие, как Audio CD, DVD, Video CD, мультимедиа‐файлы в формате AVI, ASF/WMV/WMA, MOV/MP4, RealMedia, Ogg Vorbis, NUT, NSV, VIVO, FLI, NuppelVideo, yuv4mpeg, FILM (.cpk) формат, RoQ, PVA и Matroska, записанные с видеокодеками DivX, MPEG-1, MPEG-2, MPEG-4, Sorenson, WMV, RealVideo, x264 (реализация стандарта H.264) и аудиокодеками MP3, Musepack, Vorbis, RealAudio, AC3/A52 (Dolby Digital), AAC (MPEG-4 аудио), QuickTime, VIVO аудио и WMA, а также многими другими более‐менее распространёнными видео‐ и аудиокодеками. Также поддерживается потоковое воспроизведение через HTTP/FTP, RTP/RTSP, MMS/MMST, MPST, SDP; захват и запись (MEncoder) телевизионного сигнала.
Большинство аудио‐ и видеоформатов поддерживаются родной для MPlayer свободной библиотекой libavcodec, использующей код проекта FFmpeg (этой библиотеки вполне достаточно для проигрывания DVD-дисков и многих DivX файлов). Однако некоторые файлы в проприетарных форматах могут потребовать внешние библиотеки, поддержка которых также предусмотрена.

## Субтитры
MPlayer может отображать внешние субтитры 12 форматов (MicroDVD, SubRip, OGM, SubViewer, Sami, VPlayer, RT, SSA (а также ASS), AQTitle, JACOsub, PJS и свой собственный MPsub) и субтитры DVD (потоки SPU, VOBsub и Closed Captions), представленные в различных кодировках, в том числе в корейской и кириллической.
При добавлении в строку запуска MPlayer или в конфигурационный файл параметра «-ass»
включается встроенный в новые версии MPlayer новый вывод субтитров, который полностью
поддерживает дополнительные эффекты оформления SSA‐ и ASS‐субтитров (позиционирование, закрашивание цветом, повороты, анимация всего этого).

## Основные сочетания клавиш
- ← и → — Перемотка назад/вперед, 10 секунд.
- ↑ и ↓ — Перемотка назад/вперед, 1 минута.
- Page Up и Page Down — Перемотка назад/вперед, 10 минут.
- < и > — Перемещение назад/вперед по списку воспроизведения.
- p / Space — Пауза.
- . — Кадр вперед.
- q / Esc — Стоп и выход.
- / и * — Уменьшает/увеличивает громкость.
- 9 и 0 — Уменьшает/увеличивает громкость.
- m — Выключает звук.
- # — Переключение аудиодорожек.
- f — Полноэкранный режим.
- v — Включение субтитров.
- j — Переключение между субтитрами.
- f — Переключает отображения «форсированных субтитров»[6][7][8].

## Особенности
- Во время просмотра возможно составление листа монтажных решений или списка меток для последующего видеомонтажа.
- Важным преимуществом MPlayer в Windows NT являются его низкие системные требования по сравнению с другими программными плеерами, например, Windows Media Player
- Другим его преимуществом в среде Windows или Windows NT является его лёгкая переносимость: вся программа занимает один EXE-файл (установка не требуется) и она не требует установленных в системе кодеков (однако может устанавливать кодеки в собственном формате).[9] Последнее может быть и недостатком, так как при установке обычных для Windows кодеков поддержка их форматов не добавляется в MPlayer
- MPlayer будет работать, если в системе Windows не установлены кодеки или эти кодеки повредились во время системного сбоя
- MPlayer может проигрывать повреждённые видеофайлы

## MEncoder
Программа-компаньон MPlayer — MEncoder — свободный кодировщик видео.
С помощью него можно, к примеру, перевести программные субтитры во «вшитые» (то есть, фактически, произвести наложение текста на видеопоток), что бывает полезно при необходимости просмотра видео с субтитрами на устройстве, не имеющем поддержки программных субтитров. (К примеру, ряд КПК и аппаратных проигрывателей.) В подобном случае может пригодиться и возможность конвертации менее распространённого формата видео/аудио в более распространённый.

## mplayer2
mplayer2 появился на свет из-за разногласий: разработчики MPlayer хотели во что бы то ни стало поддерживать старый код, в то время как это снижало эффективность работы.
mplayer2 — это ответвление Mplayer, имеющий дополнительные возможности (например, поддерживает линковку (?) видео), но и удаляющий старый и нестабильный код (например, MEncoder). Примечательно, что с января 2013 года активность разработки значительно упала.

## MPV
MPV (аббревиатура от Mplayer Plays Video) — это новое развитие mplayer2. Проанализировав причину провала ветки mplayer2, группа разработчиков решила создать проект, удаляющий из mplayer2 всё, что мешает эффективно работать. Лицензия MPV также была изменена на «GPL2 и более позднюю» (тогда как mplayer2 имел «только GPL2»). Проект активно развивается и ставит целью брать всё лучшее и интересное из обоих проектов, активно выпускать новые версии, даже ценой поломок (недоступная ссылка).
Основные отличия от MPlayer/MPlayer2:
- Можно сменить стандартное имя для скриншотов (вместо shot0001.jpg)
- MPV «запоминает» позицию воспроизведения при закрытии.